# Фауна Беларуси
Фауна Беларуси насчитывает более 400 видов позвоночных и несколько десятков тысяч беспозвоночных.
Основу животного мира составляют виды, широко распространённые в Северном полушарии: еж, крот, лисица, волк, белка, серая куропатка, глухарь, вяхирь, обыкновенная кукушка, прыткая ящерица, живородящая ящерица, серая жаба, лягушки и другие. Среди представителей южностепной фауны в стране обитают: заяц-беляк, заяц-русак, обыкновенный хомяк, соболь, малая бурозубка, хохлатый жаворонок, болотная черепаха, стерлядь и другие.
Большое влияние на состав фауны оказывает деятельность человека. В XVII—XIX вв. в результате охоты на территории Беларуси были уничтожены европейский тур, тарпаны (дикие лошади), благородный олень, соболь, росомаха, дикая кошка. Затем исчезли розовый пеликан, большой баклан, турпан, крачка, рябчик, белуга, русский осетр, лосось, сиг, курюш, хариус. Гнездование лапландского тетеревятника, беркута, орлана-белохвоста и беркута находится под угрозой.
Наиболее изучены млекопитающие, птицы, амфибии, рептилии, рыбы, мелкие насекомые, простейшие, черви, моллюски, ракообразные и паукообразные.

## Млекопитающие
При помощи: Список Млекопитающих Беларуси
В Беларуси в дикой фауне отмечено 73 вида. Они обитают в лесах, полях, на лугах, болотах, встречаются возле домов, некоторые из них ведут подземный (крот) или полуводный (бобр) образ жизни, рукокрылые приспособились к активному длительному полету. Живут индивидуально (лисица, барсук, енот, рысь), небольшими стадами (олени, кабаны) или колониями (летучие мыши, суслики). Активные в основном в сумерках и ночью. Некоторые впадают зимой в спячку (суслики, ежи, сонные совы). Млекопитающие питаются растениями (олени, косули, лоси, зубры, зайцы-беляки и русаки, бобры) или живыми существами (волки, обыкновенные лисицы, рыси, ласки, горностаи, хорьки, норки и др.). Многие млекопитающие (ежи, енотовидные собаки, еноты, бурый медведи) имеют смешанное питание.

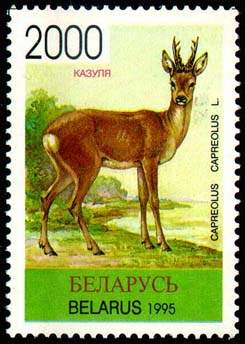
Косуля
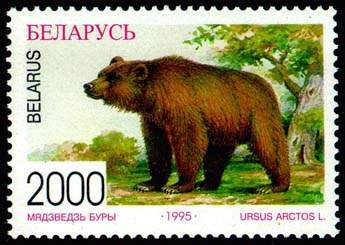
Бурый медведь
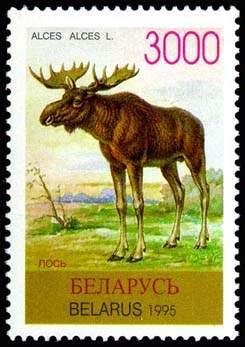
Лось
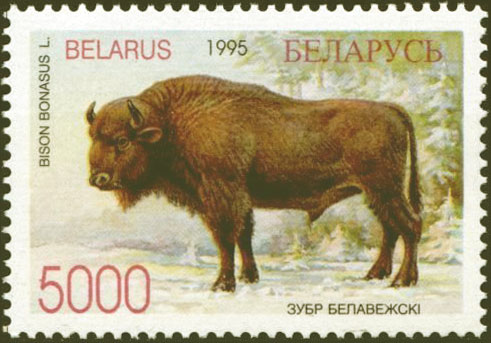
Зубр

Самыми мелкими животными в Беларуси являются мыши-малютки (весом около 5 г), а самыми крупными — зубры (весом до 1000 кг). Зубры и бурые медведи имеют самую большую продолжительность жизни — 30-50 лет, а грызуны живут около 2-ух лет и меньше. Наиболее высокие темпы размножения у обыкновенной полёвки — до 6-8 беременностей. Бурые медведи, зубры, летучие мыши и хищные животные рожают раз в год и реже. Наибольшей плодовитостью обладают ондатра, кабан, горностай, мелкие грызуны, живущие в норах (до 10 детенышей и более), одного-двух рожают летучие мыши и копытные. Среди млекопитающих Беларуси много ценных охотничьих и промысловых животных. Специальные меры охраны осуществляются для 14 видов животных. Они занесены в Красную книгу Беларуси. Некоторые млекопитающие наносят вред сельскому, лесному и охотничьему хозяйству. Встречаются переносчики возбудителей опасных заболеваний (грызуны).

## Птицы
При помощи: Список птиц Беларуси
В Беларуси зарегистрировано 290 видов птиц. Из них 224 гнездятся на территории страны, 24 прилетают только во время сезонных перелетов, 30 залетают регулярно и 4 вида прилетают на зимовку. Активны птицы в основном днем, некоторые птицы активны только ночью. Питание разнообразное: у гусей, кур и голубей преобладает растительная пища; у соколов и сов — животное; у других смешанные. Почти все птицы Беларуси выкармливают своих птенцов кормом животного происхождения.

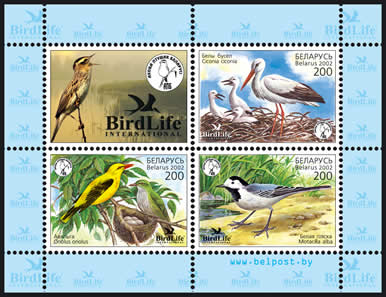
Птицы на белорусских почтовых марках

Вес птиц от 6-7 г у желтоголового зимородка до 10 кг и более у лебедя-кликуна. Обычно в апреле — июле птицы строят гнезда и высиживают птенцов. Несут от 1 (змееяд) до 25 (серая куропатка) яиц, чаще всего — 4-6. Большинство из них гнездятся один раз в год, некоторые гнездятся дважды (жаворонки) или трижды (домовый воробей, вяхирь). Местные перелетные птицы зимуют в странах Западной Европы, Средиземноморья и Северной Африки. В последние годы в Беларуси остаются на зимовку некоторые перелетные птицы: в населённых пунктах — грачи, дрозды, иногда скворцы; на незамерзающих реках и озёрах — утки.
Большинство птиц полезны, имеют хозяйственное значение. Синицы, камышевки, мухоловки и другие насекомоядные птицы уничтожают вредителей огородных, сельскохозяйственных и лесных культур; Хищные птицы и совы — уничтожают грызунов.
Объектами охоты являются утки, рябчики и другие промысловые птицы.

## Земноводные
В Беларуси насчитывается 12 видов из отряда бесхвостых и хвостатых амфибий. Наиболее распространены и многочисленны в Беларуси травяная лягушка,остромордая лягушка, прудовая лягушка, серая и зелёная жабы, гребенчатый тритон и обыкновенный тритон.